# Nils Barck (1863–1930)

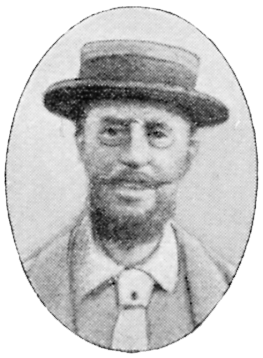
Nils Barck.

Nils Ivan Joachim Barck, eller Nils de Barck som han senare kallade sig,  född 30 december 1863 i Malmö, död 2 september 1930 på slottet Saint Armand i Noisy-le-Roi, Frankrike, var en svensk greve, bildkonstnär och keramiker. Han var dotterson till Ivan Feodor Aminoff och son till Joachim Barck.
Nils Barck, som sedan barndomen var bosatt i Frankrike, utbildade sig till konstnär där. Han öppnade en egen keramikverkstad i Paris med tillverkning av sten- och starkeldsgods. Ernest Chaplet och Jean Charles Cazin hade börjat utföra stengods med dekoration i relief efter japanska förebilder, samtidigt som August Delaherche, Albert Dammouse och Adrien Dalpayrat börjat experimentera med glasyreffekter på stengods. Den som främst inspirerade Barck var dock Jean-Joseph Carriès, som på 1870-talet börjat skapa expressiv keramik i ett brett register av askglasyrer. Han deltog vid Stockholmsutställningen 1897 och hade en en separatutställning i Stockholm 1901. Vid Världsutställningen i Paris 1900, där han samarbetade med den franske keramikern de Vallombreuse, erhöll han silvermedalj. År 1913 gifte han sig med Juliette Eberlin och de fick två döttrar. Han återflyttade till Sverige. Han var den siste innehavaren av Bergshamra gårds arrendefideikommiss i Solna, till vilken staten inlöste besittningsrätten 1917. Barck finns representerad vid bland annat Nationalmuseum i Stockholm.